# ネミ湖
ネミ湖（ネミこ、イタリア語: Lago di Nemi, ラテン語: Nemorensis Lacus）は、イタリア・ローマの南東25kmに位置する湖。
周囲のカーヴォ山やアルバーノ湖などと共に、コッリ・アルバーニ火山（Colli Albani）を構成する火山の火口であり、ネミ湖はマールに分類される。
湖面に月が反射すると魔法の様に美しく見えるため、古くは「ダイアナの鏡」とも呼ばれた。湖の周辺は、古代ローマの時代から皇帝や貴族の別荘地として知られ、ローマ皇帝カリグラが建造させた二隻の巨大なローマ船が発掘されている。イギリスの社会人類学者ジェームズ・フレイザーの名著『金枝篇』の発端となる、ネミの「宿り木信仰」、「祭司殺し」の舞台となる、「森の女神ディアーナ」の聖域でもある。

## 地理
ラツィオ州のローマ県南東部に所在する湖で、行政上はジェンツァーノ・ディ・ローマとネミの境に位置する。

## 皇帝の別荘
ネミ湖を含むカステッリ・ロマーニ地方（ローマの古城という意味）はローマから25kmと近く、きれいな空気、汚染されていない水と夏の涼しい気候のため、ローマ帝国時代から皇帝や貴族、裕福なローマ市民の別荘が多く建てられた。ネミ湖の隣にあるアルバーノ湖の湖畔の町カステル・ガンドルフォには、歴代のローマ教皇が避暑用に用いたガンドルフォ城もある。また、ネミ湖は火口壁に遮られ強い風が吹かないことから独自の気候を持っており、湖の奥深さと光景の美しさは自然と人の心を惹き付け、ローマの貴族の中には湖畔に夏の別荘を建てる者が現れた。ジェンツァーノ村の下にある古代の排水溝の近く、湖のすぐ上の台地にあるS.マリアという場所にはフレスコ画、大理石、美術品で飾られた、一世紀ないし二世紀頃に建てられた豪華な別荘跡が見られる。ガイウス・ユリウス・カエサルもここに贅沢な別荘を建てたが、好みに合わず、取り壊してしまった。ルキウス・カエサルも紀元前50年頃ここに別荘を建て、そこにユリウス・カエサルの暗殺2か月後に暗殺者ブルータスに引き合わせるためにキケロを招待した。皇帝カリグラはここに水上宮殿とも言うべき二隻の豪華な客船を持っていて、湖を遊覧していた。皇帝アウルス・ウィテッリウスが叛乱の知らせを受け取ったのは、ネミの森に滞在していた時であった。ネミの森の木立の中には、皇帝ウェスパシアヌスをたたえる記念建造物がアリキアの元老院や民衆によって建てられている。皇帝トラヤヌスはネミでアリキア市の元首を引き受けた。皇帝ハドリアヌスは自らの建築趣味に合わせて、パルティア王朝の建造物を復元した。このように、歴代の皇帝の多くがネミの別荘で過ごしている。また、ドイツの小説家ゲーテ、イギリスの詩人バイロン、フランスの作曲家シャルル・グノー等も夏にネミ湖を訪れている。

## ディアーナ神殿
ネミ湖の北岸の東端から北に200m程行った所に、北側と東側が外輪山の斜面に挟まれた約200m角の平らな一角があるが、ここがディアーナの聖所址（伊: Santuario di Diana, 北緯41度43分26秒 東経12度42分35秒 / 北緯41.72389度 東経12.70972度）である。
ジェームズ・フレイザーの『金枝篇』によると、往年のディアーナ神殿は「北と東側は山腹に食い込んで作られた擁壁で遮られ、壁には半円形の壁龕(へきがん)が穿たれ、礼拝堂となっており現在までに実に多くの奉納物が供えられた。壁龕の前には円柱が建てられている。湖の側は高さ9m、幅200m余りの巨大な壁に支えられた台地となっている。聖域の広さに比べると寺院そのものは大きくなかった。しかしその遺構からすると寺院は凝灰岩の巨材で美しく堅固に建てられ、同じ材料のドーリス式円柱で飾られていたことが分かる。大理石の精巧な天井蛇腹やテラコッタの装飾壁は建物の外観を素晴らしいものにしていて金箔を被せた青銅タイルが更に一層の光を彩添えていたようである。この中には腰から羽が生え、両肩にライオンが前足を掛けた、いわゆるアジアのアルテミスと呼ばれる特徴を備えた女神が描かれている。またこの聖所趾からは森の女神にふさわしく狩猟用の服を着用し、肩から矢筒を下げたディアーナの小象が多数見つかっている。また青銅製や鉄製の槍や、牡鹿、雌鹿など狩りと結びついた捧げもの、青銅製の三叉槍などの漁業に関係する捧げもの、さらには牛、馬、豚の像など家畜と結びつく捧げ物も見つかっている。
現在寺院や礼拝堂は失われ、湖側の壁は土台を除いて崩れているが、聖所の北東角と北壁の西側が発掘され、円柱や壁龕の一部を見ることができる。
女神ディアーナについては『金枝篇』に次のように記されている。
ネミの聖なる森における 森のディアーナ崇拝は、太古から続く非常に重要なものであった。彼女は森の女王、野生動物や家畜の女神として、また大地の収穫物の女神として崇拝され、彼女の聖火は聖域にある円形の神殿で絶えず燃やされていた。ディアーナはまた男女に子宝を授け、産婦を助けると信じられ、彼女と結びつけられた水の妖精エゲリアは、陣痛に苦しむ女性を助けていた。ディアーナは同じく豊穣と出産の女神とされるギリシャ神話のアルテミスと同一視され、そしてアルテミスと同様に男性の伴侶が必要だったのである。その伴侶が、アルテミスの夫で、父であるアテネの国王テーセウスに殺されたヒッポリュトスが後に復活し名前を変えたウィルビウスであった。彼は明らかに〈森の王〉という称号の下にディアーナに仕えた祭司達の系譜の神話的祖先でありその原型であった。そして、ネミの森にある一本の美しいブナの木をディアーナの化身として崇拝したが、ウィルビウスのように祭司達は、決まってその後継者達の剣で殺されるという悲劇的最期を迎えるのである。ネミの聖域で発見された双頭の半身像は恐らく〈森の王〉と彼を殺した後継者が一体化された像である。。

## ネミ湖のローマ船

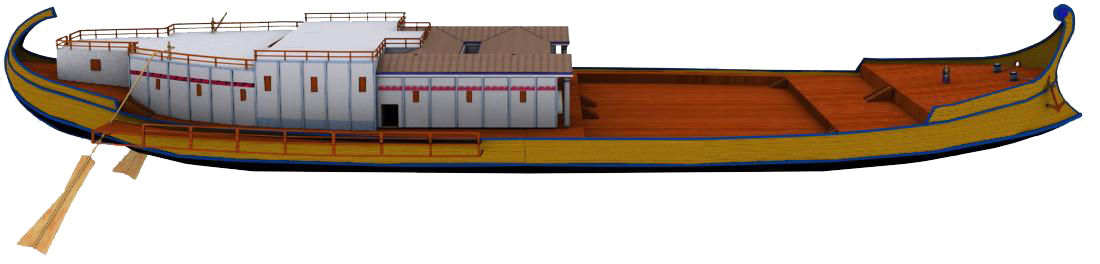
ネミのローマ船の模型

皇帝カリグラが造船させた二隻の豪華船は女神ディアーナにささげるためネミ湖に沈められたと言われている。この沈没船の話は古くから知られており、地元の漁師はその沈没船から色々な物を引き揚げ観光客に販売していた。
1446年、枢機卿のプロスペロ・コロンナらは伝説を確かめるために調査を行い、沈没船が深さ18.3メートルの底に横たわっているの発見し、鉛に覆われた木片を引き上げたが同時にこの作業が船に大きな被害をもたらした。
1535年、フランチェスコ・デ・マルキは潜水鐘を使用して沈没船の所まで潜り多くの大理石敷石、青銅、銅や鉛の工芸品を引き上げた。それら学問的な調査を行わないまま、全て貴族や外国人観光客に販売してしまい、それらは行方不明となってしまった。その後沈没船に対する関心は薄れてしまった。
しかし1827年にスエトニウスが、マルキらが引き上げた品々がディアーナ神殿か、またはカエサルの別荘であると唱えると関心が復活し、アネシオ・フスコーニが浮遊式作業台を使って沈没船にケーブルを掛け引き上げるようとしたがケーブルが切れて失敗した。
1895年エリセオ・ボルギヒは、文部科学省の支援を受けて、沈没現場の系統的な研究を開始し、沈没船が二隻である事を発見した。彼が引き上げた物の中には青銅製の船の舵棒があり、他にも青銅製の動物の頭が多くあった。しかし引き上げた材木類は調査されないまま破棄された。

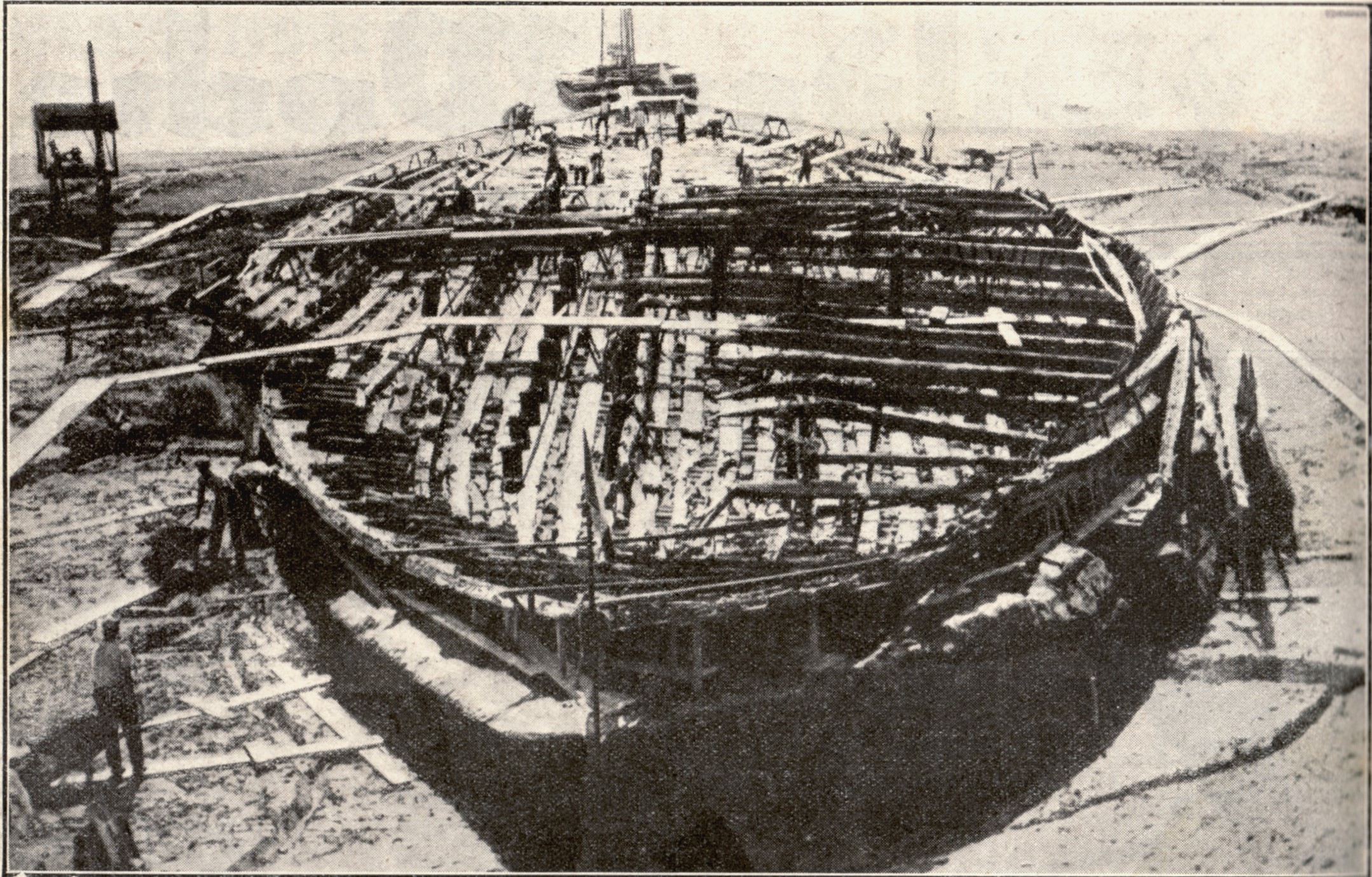
発掘されたネミ湖のローマ船

その後、イタリア海軍の技術者が2隻の沈没船を発掘する唯一の現実的な方法は湖の水を部分的に排水する事であると報告すると、1927年に独裁者ベニート・ムッソリーニはグイド・ウセリに湖の排水を命じた。そこで彼は火口にある湖から火口外の農場に水を引くために作られた古代ローマの地下水導管を修理し1928年10月20日から排水を開始した。この工事で1931年6月10日までに4000万トンの水を排水し、湖面が20m以上低下すると二隻の船が水中から姿を現した（写真）。その後、湖底から泥が噴出するなどの困難があったが、1932年10月には発掘は終了した。発掘された一隻目は長さ70m、幅20m、二隻目はこれより少し大きく長さ73m、幅24mであった。また長さ10ｍの小さな船も発見されている。更に重さが300kgを超える大きな鉄製錨も発掘されたが、これは、現存する最古の鉄製錨で現在ローマ文明博物館に保管されている。
1936年1月には発掘された二隻の船を引き上げたあと、それらの船を格納するためローマ船博物館が建設された (北緯41度43分20秒 東経12度42分07秒 / 北緯41.72222度 東経12.70194度)。しかし第二次世界大戦末期の1944年5月31日、カステッリ・ロマーニ地方を通過して北に退却するドイツ軍と進軍する連合軍との戦火に巻き込まれ2隻の船は博物館と共に焼失した。現在の博物館は1953年に復元・再開されたものである。
尚、この2隻の船の年代については発掘された鉛管に皇帝カリグラ（在位：37年 - 41年）の銘が入っていたことから、カリグラの時代の物と考えられているが(東京日日新聞 1914.11.10～18、船史譚 太古時代の船舶、穉林生)、その前帝ティベリウス（在位：14年〜37年）の時代であるとの説もある。

## ネミ湖を描いた美術作品
ネミ湖はローマから近く、また夏期の別荘地であるため多くの画家がネミ湖を訪れ、その風景を描いている。
主な画家と作品
- クロード・ロラン：ヌマの死を悼むエゲリア[11]。この絵の背景はネミ湖と言われている。
- リチャード・ウイルソン：カプチン修道院のテラスから見たネミ湖とジェンツァーノ、1750年頃[12]。
- ジョン・ロバート・カズンズ：ネミ湖とジェンツァーノ・ディ・ローマ 1788年頃
- ジョセフ・ライト：ネミ湖、日の入り, 1790年頃[13]。
- ジャン＝ヴィクトール・シュネッツ：ネミ湖で水浴する二人の娘[14]。(1830年頃か)
- ジャン＝シャルル・ジョゼフ・ルモンド：ネミ湖、1830年頃[15]。
- ジャン＝バティスト・カミーユ・コロー：ネミ湖の思い出、1843-45年、フィラデルフィア美術館[16]。
- ジョージ・イネス：ネミ湖、1857年, イェール大学美術館,
- ジョージ・イネス：ネミ湖、1872年[17]。
- ジョゼフ・マロード・ウィリアム・ターナー：ネミ湖[18]。
- ジョゼフ・マロード・ウィリアム・ターナー：ネミ湖-2[19]。
  - 尚、ターナーの絵画『金枝』はイギリスの社会人類学者ジェームズ・フレイザーの著書『金枝篇』によってネミ湖とディアーナ女神に結びつけられているが、実際はイタリアのプテオリ近くにある古代には底なしで冥界の入り口だといわれたアウェルヌス湖と巫女のシビュラを描いたものである[9]。
- サンフォード・ロビンソン・ギフォード：ネミ湖Ⅱ [20]。

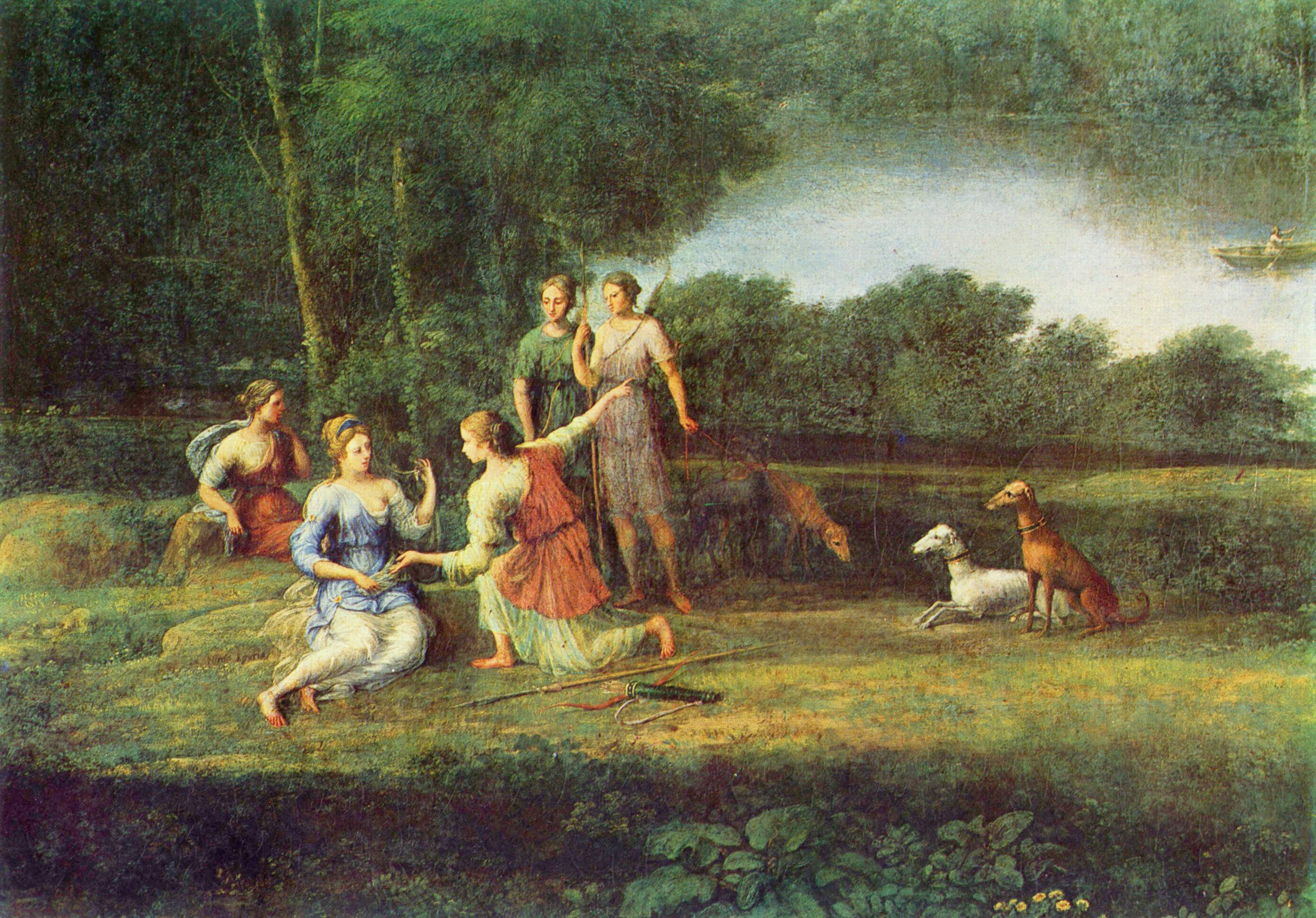
ヌマの死を悼むエゲリア、クロード・ローラン,
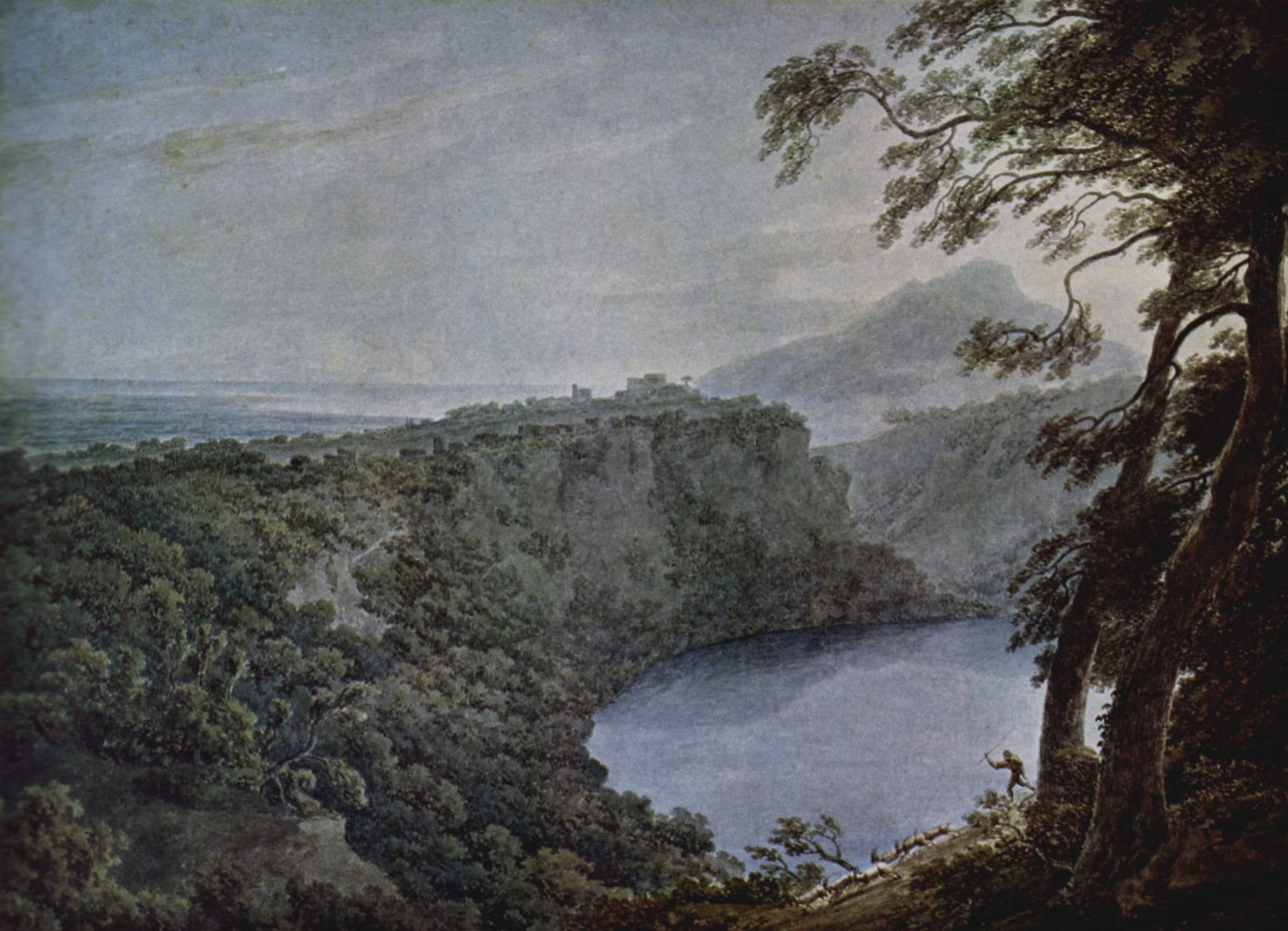
ネミ湖とジェンツァーノ・ディ・ローマ、ジョン・ロバート・カズンズ, 1788年頃
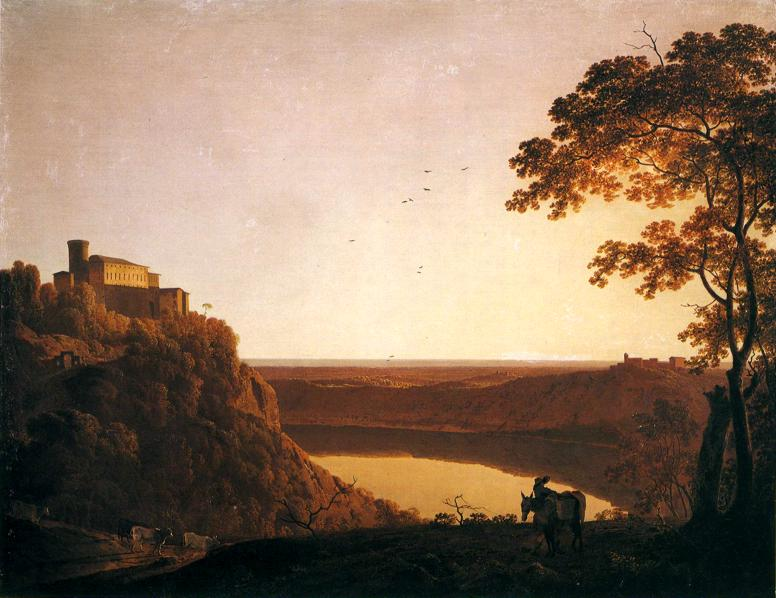
ネミ湖の夕日、ジョセフ・ライト,1790年頃
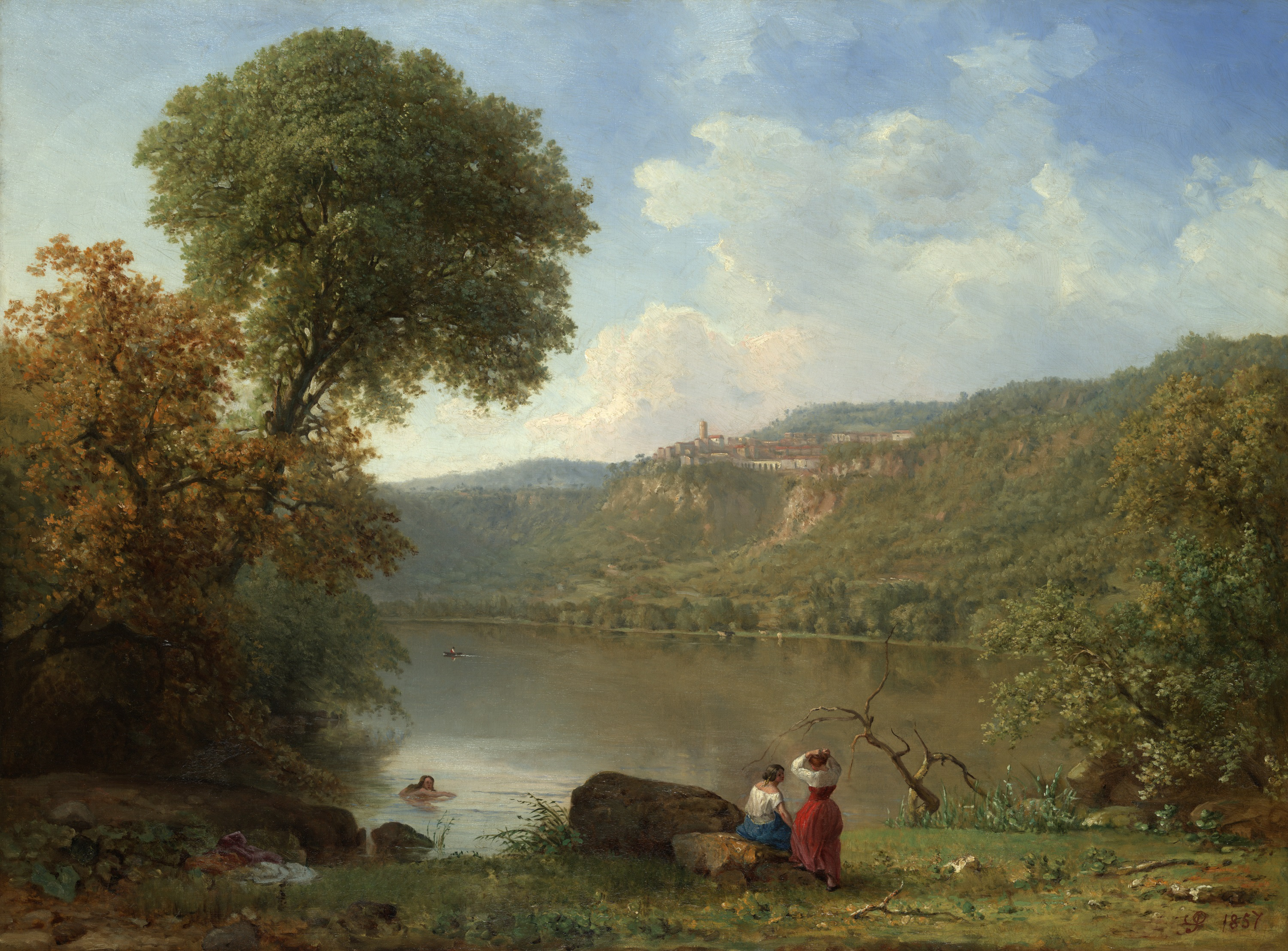
ネミ湖 ,ジョージ・イネス, 1857年, イェール大学美術館,油彩
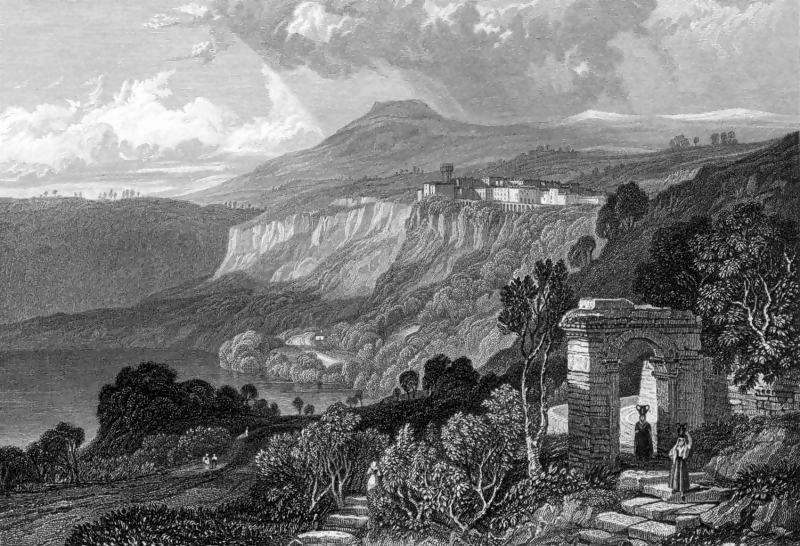
ネミ湖,ジョセフ・ライトの作品を版画化したと考えられている,1831年
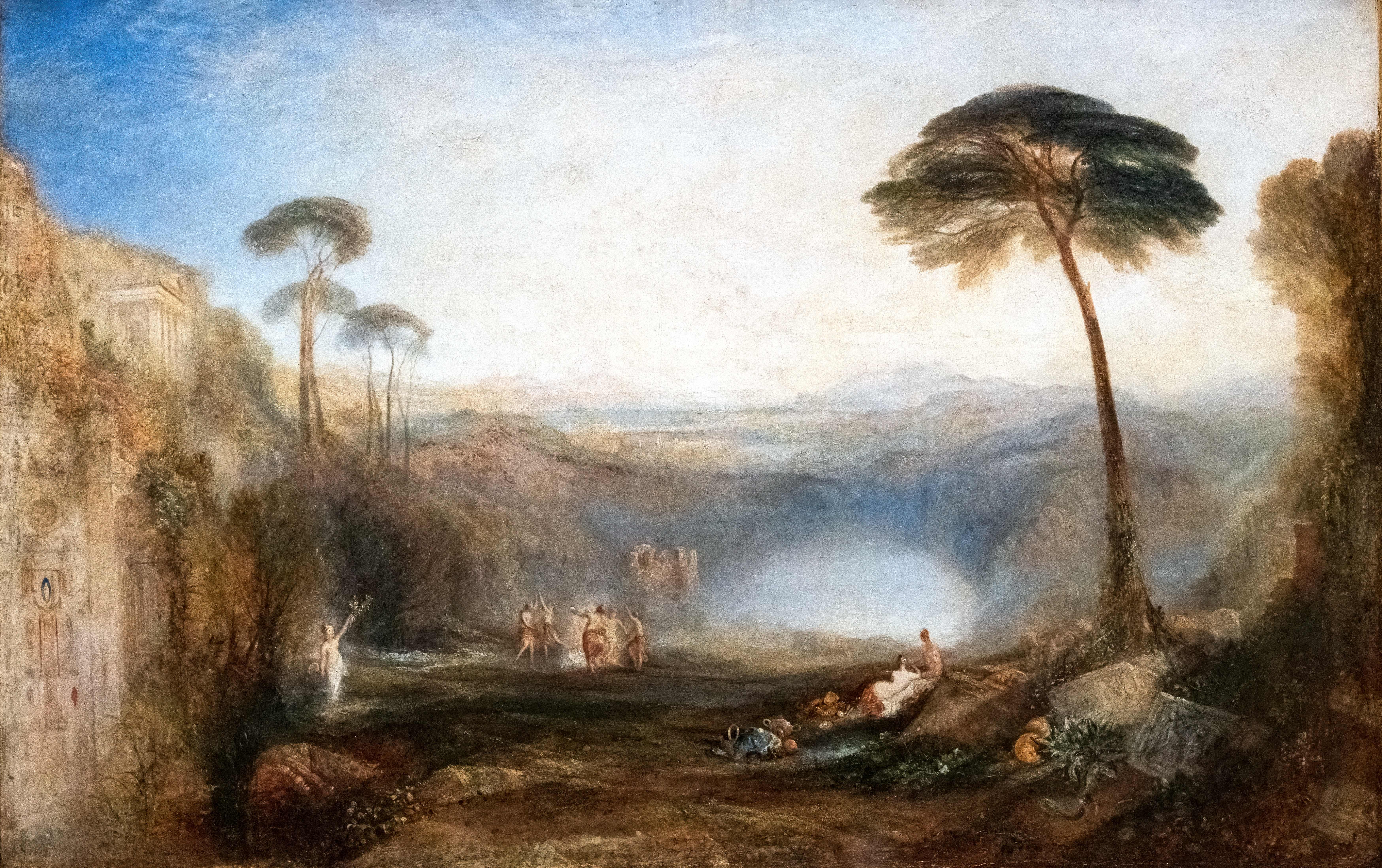
金枝, J. M. W. ターナー,ジェームズ・フレイザーが『金枝篇』の口絵として用いた。

文学では アンデルセンの『即興詩人』の舞台となっている。また飯田善國により『ネミ湖にて』という詩集が作られている。

## 参考資料
- Le Navi di Nemi (1940, 2nd ed. 1950) by Guido Ucelli. /ネミのローマ船発掘記録